# روبرت كامبل بيج
روبرت كامبل بيج هو جراح وطبيب وسياسي نيوزيلندي، ولد في 11 أبريل 1886، وتوفي في 26 يوليو 1971.